# Frederic Leighton

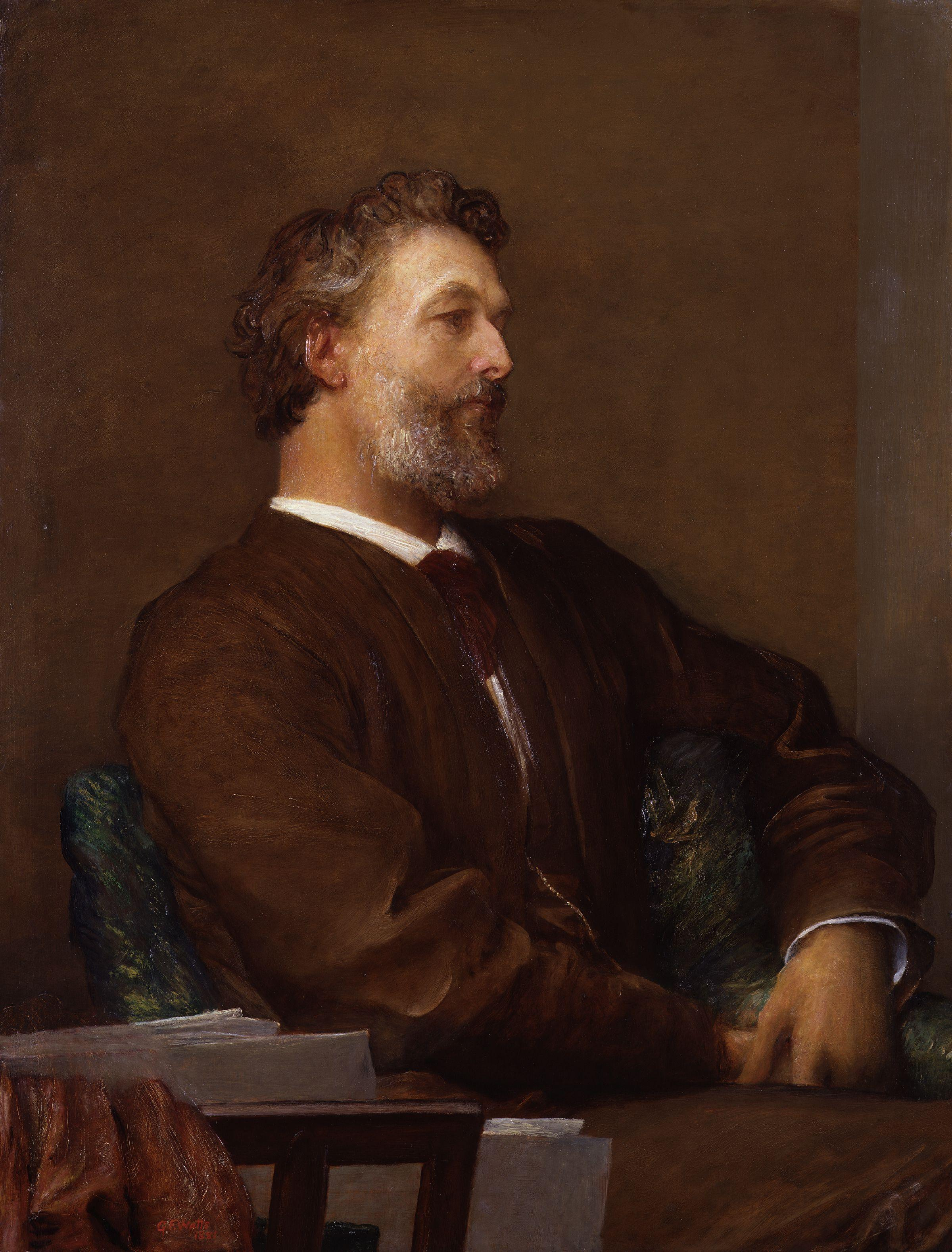
Sir Frederic Leighton, porträtt av George Frederic Watts

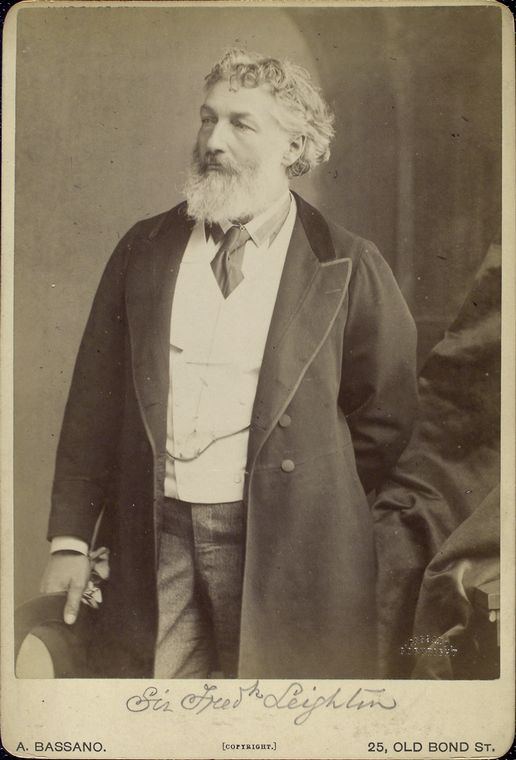
foto av Leighton

Frederic Leighton,  under en dag 1896 Lord Leighton, född 3 december 1830 i Scarborough i Yorkshire, död 25 januari 1896 i London, var en brittisk målare och skulptör. Han målade framförallt antika, bibliska och orientalistiska motiv.

## Biografi
Frederick Leighton föddes i Scarborough år 1830 som son till en läkare. Även hans farfar, Sir James Leighton, var läkare och arbetade vid hovet i Sankt Petersburg. Han togs utomlands från en mycket ung ålder och år 1840 lärde sig teckna i Rom, varefter han studerade i Florens och i Frankfurt under Eduard von Steinle, som utövade stort inflytande på honom. I Bryssel ställde han år 1847 ut Cimabue träffar Giolto som ung herde, men som hans första betydande verk räknas Cimabues madonna, förd i triumf genom Florens gator, som gjordes 1855 under en treårig vistelse i Rom. Den blev något av en sensation när den uppvisades i Storbritannien och köptes av drottning Victoria. Han flyttade sedan ner i Paris men bosatte sig 1860 i London.
I London slog han sig ned på  2 Orme Square, Bayswater och ställde under de närmaste åren ut flera framgångsrika tavlor, varav två var med orientaliska motiv, vilket tillsammans med antika och bibliska scener kom att bli hans huvudfokus som konstnär. År 1866 blev han intagen i Royal Academy och flyttade samma år in i sitt berömda hus (Leighton House) på Holland Park Road, med dess "arabiska sal" dekorerad med Damaskus-kakel. Leightons framgångar fortsatte, och året 1878 blev han Akademins president och upphöjdes samtidigt till riddare. Under denna period reste han flera gånger till Spanien och Mellanöstern, och dessutom var han mellan 1876 och 1883 befälhavare för arméregementet Artists' Rifles. Liksom flera andra konstnärer under denna tid var han även verksam som skulptör, bland annat skapade han Atlet i kamp med en jätteorm som ställdes ut i Akademin år 1877, och 1886 utfördes Dagdrivaren. Året han utförde Dagdrivaren gjordes han även till baronett.
Den 24 januari 1896 adlades Frederic Leighton till Baron Leighton, av Stretton i grevskapet Salop. Han blev därmed den förste målaren som gjordes till pär. Dock avled han av kärlkramp dagen efter och han hade ingen arvinge till titeln, som därmed blev den mest kortlivade i Storbritanniens historia. Hans hus, Leighton House, vid Holland Park i London, är i dag ett museum.
Leighton var den ledande företrädaren för den senviktorianska erans sentimentala klassicism och idealism, i opposition mot prerafaeliterna.[källa behövs] Hans målningar framställer formädla människor, nakna eller draperade, i klassisk stil och i en klassisk miljö som han med arkeologisk kunskap återgav.

## Utmärkelser

### Akademin
- Associate i Royal Academy (1864)
- Akademimedlem i Royal Academy (1868)
- President i Royal Academy (1878)

### Adelskap
- Knight Bachelor (1878)
- Baronett (1886)
- Baron (1896)

### Utländska utmärkelser
- Officer av Hederslegionen
- Kommendör av Leopoldorden
- Riddare av Coburg-orden "Dem Verdienste"
- Riddare av Pour le Merite
- Associerad medlem av Institut de France

## Galleri

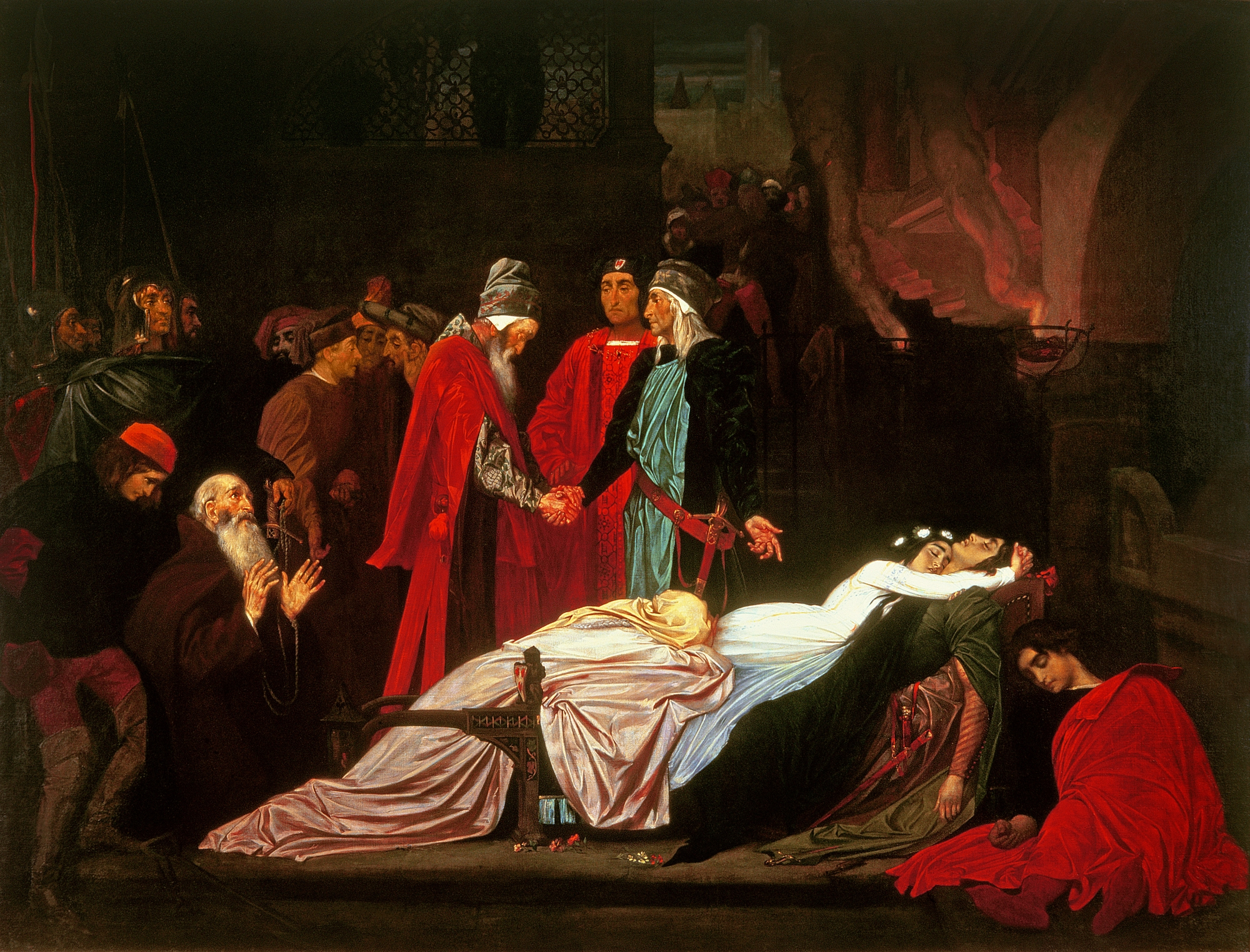
Romeo och Julia (1855)
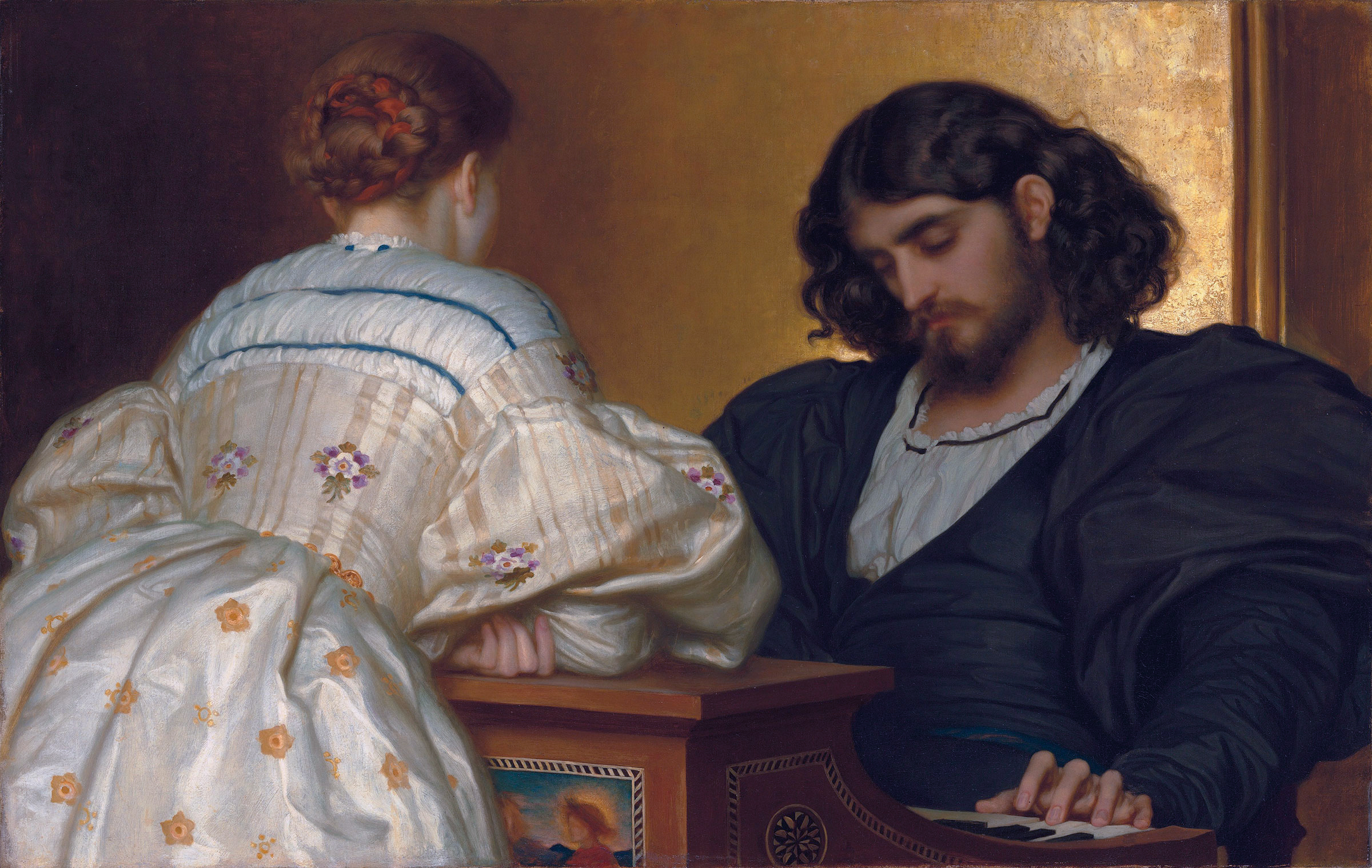
Gyllene timmar (1864)
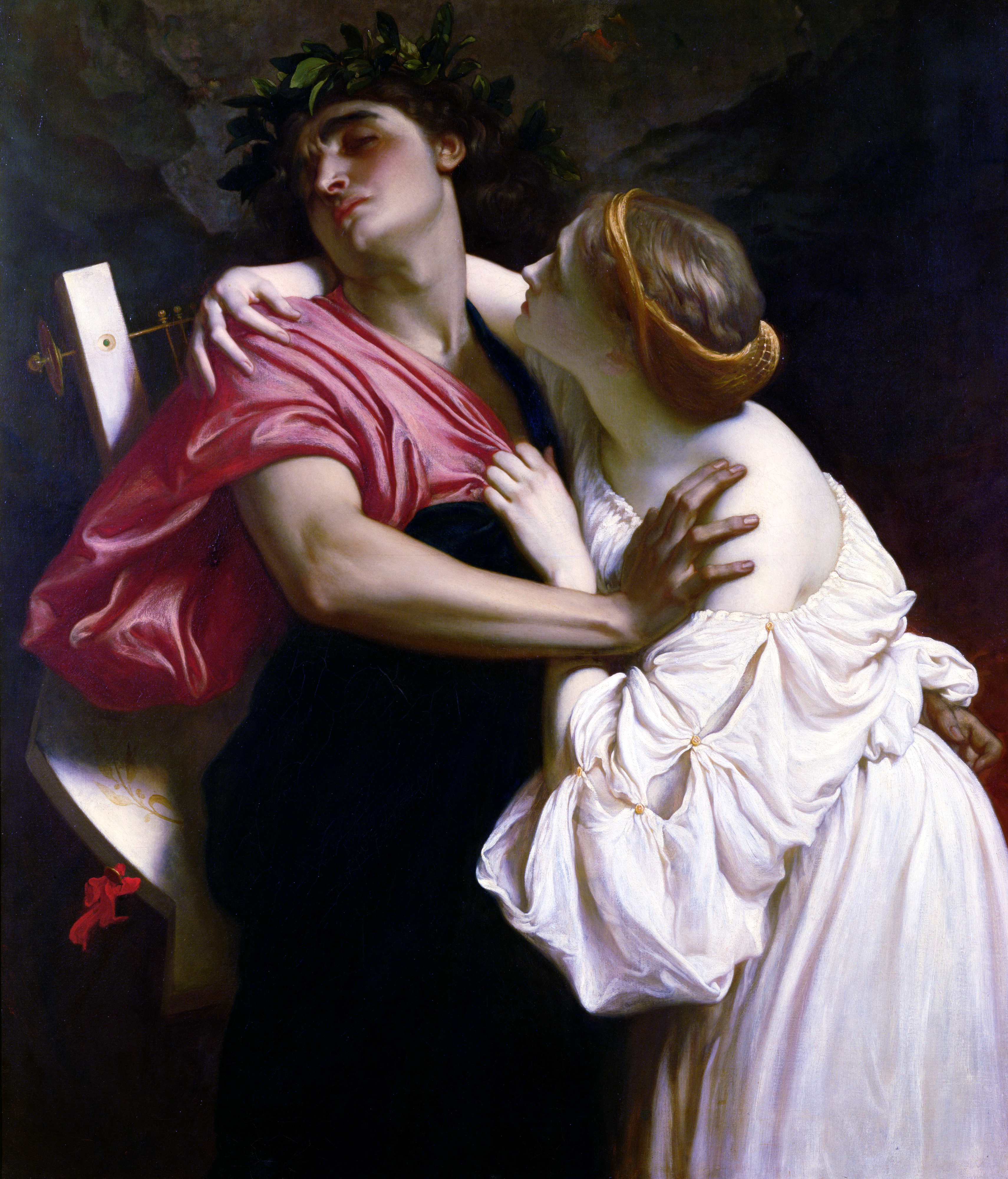
Orfeus och Eurydike (1864)
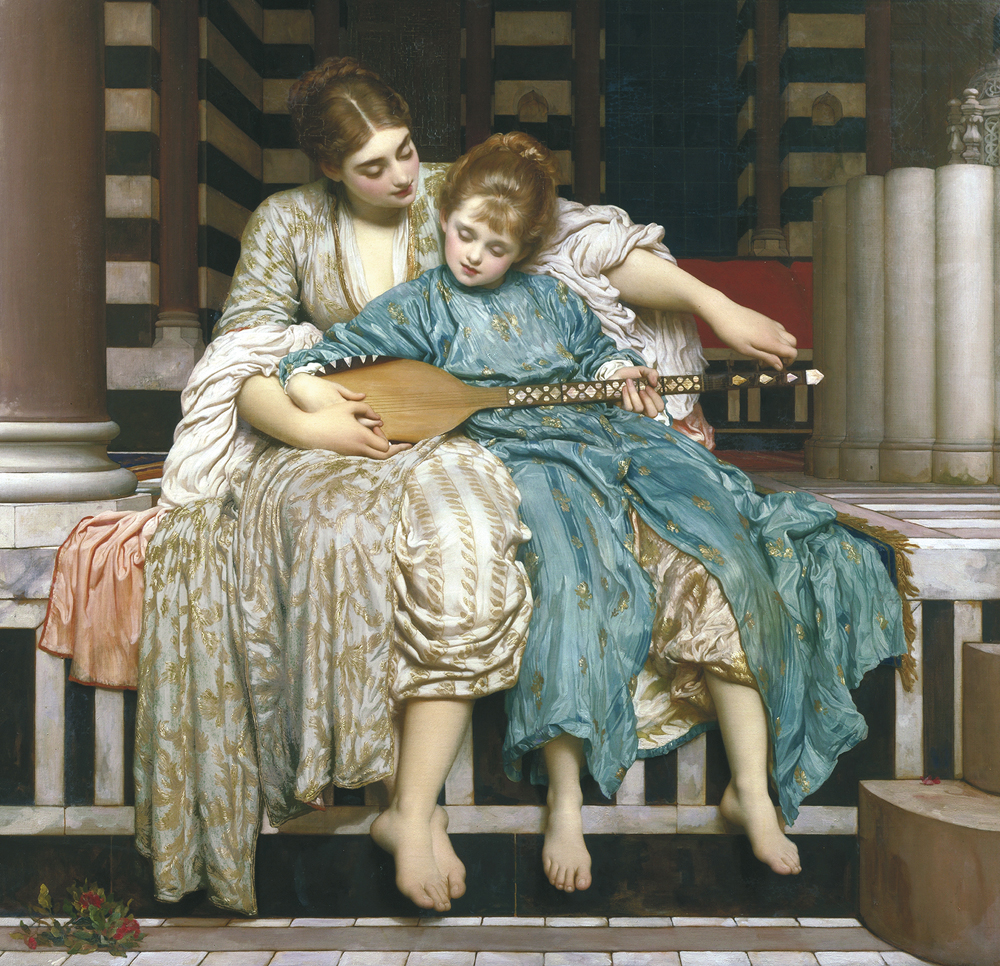
Musiklektion (1877)
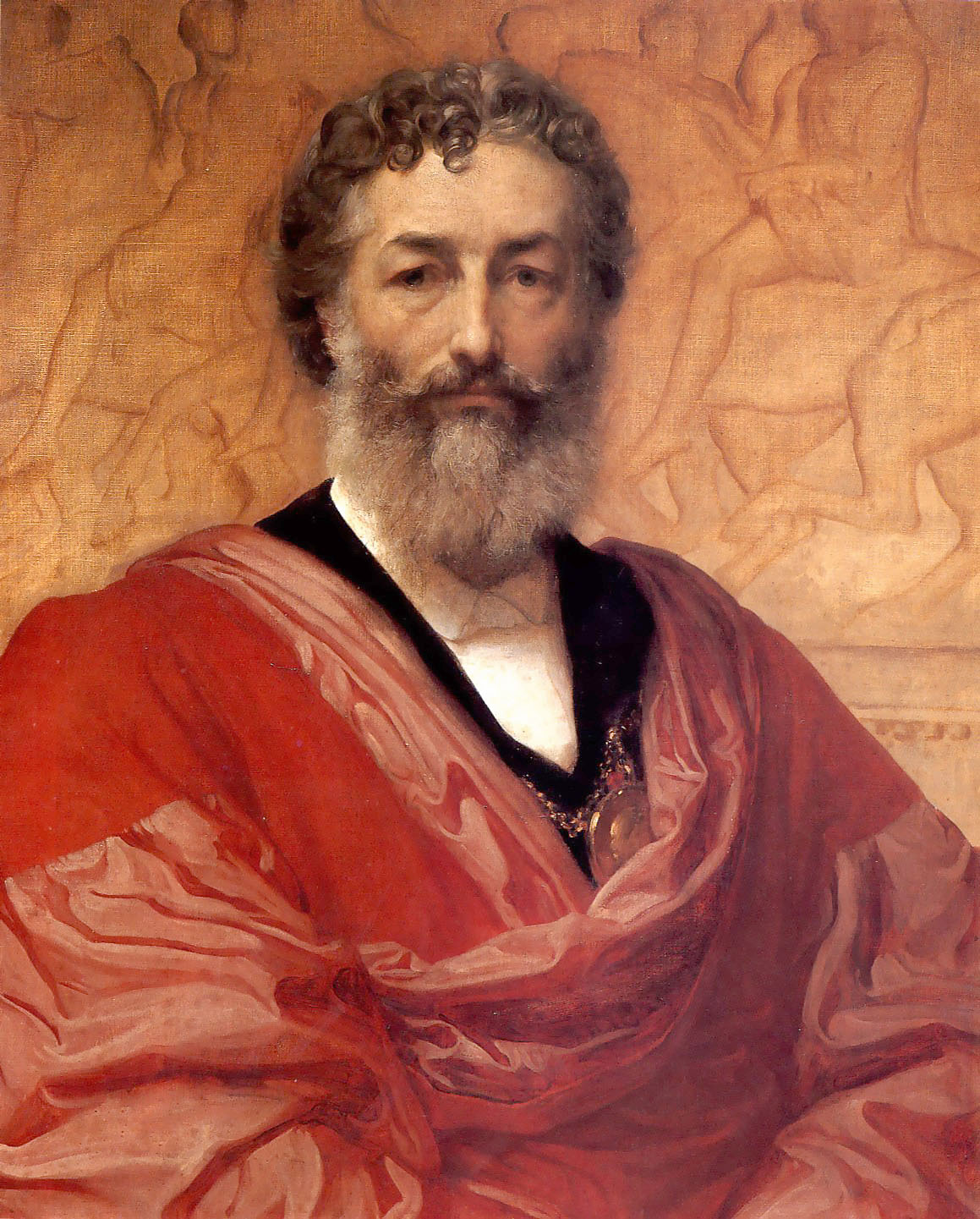
Självporträtt (1880)
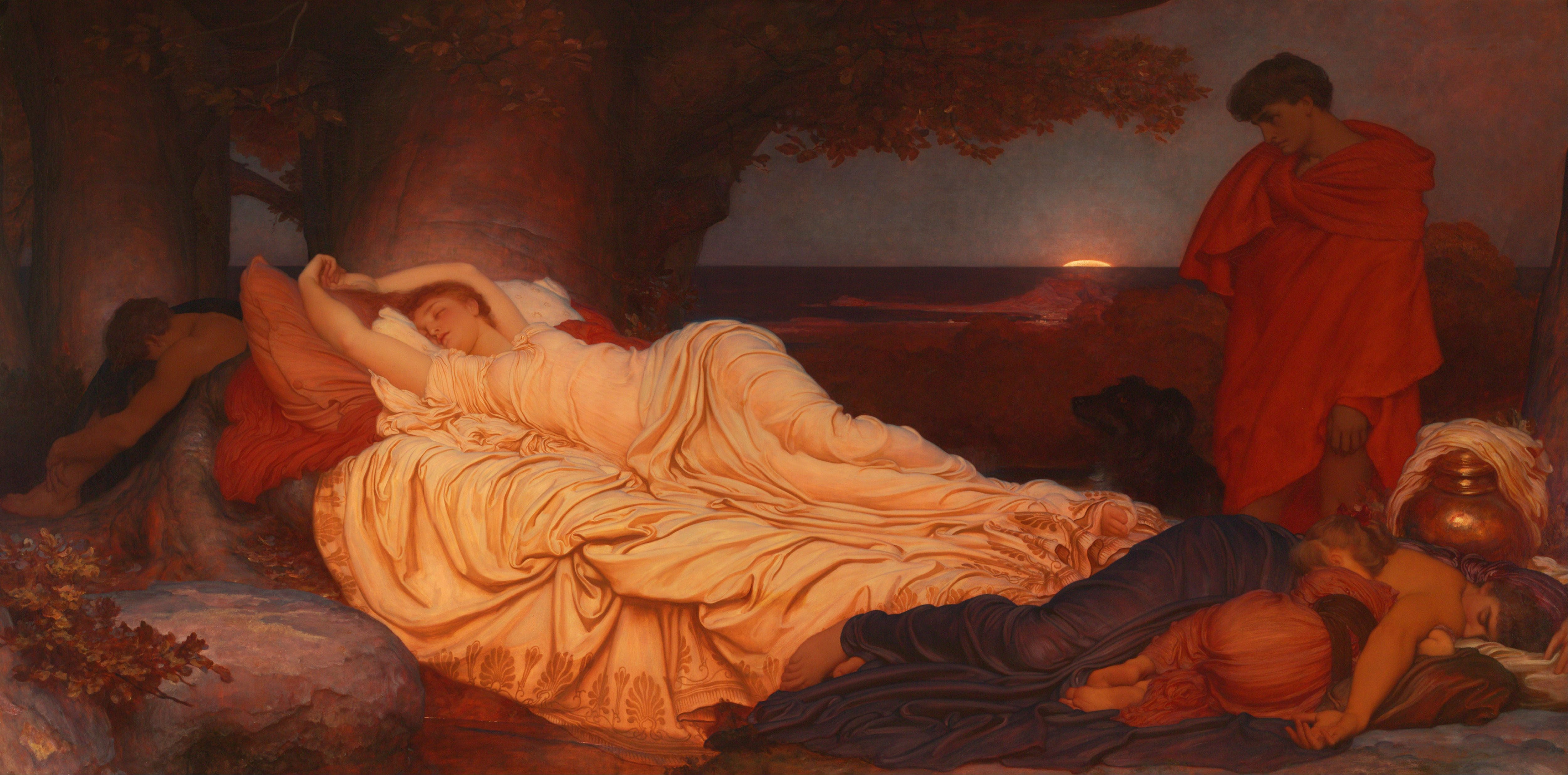
Kymon och Ifigenia (1884)
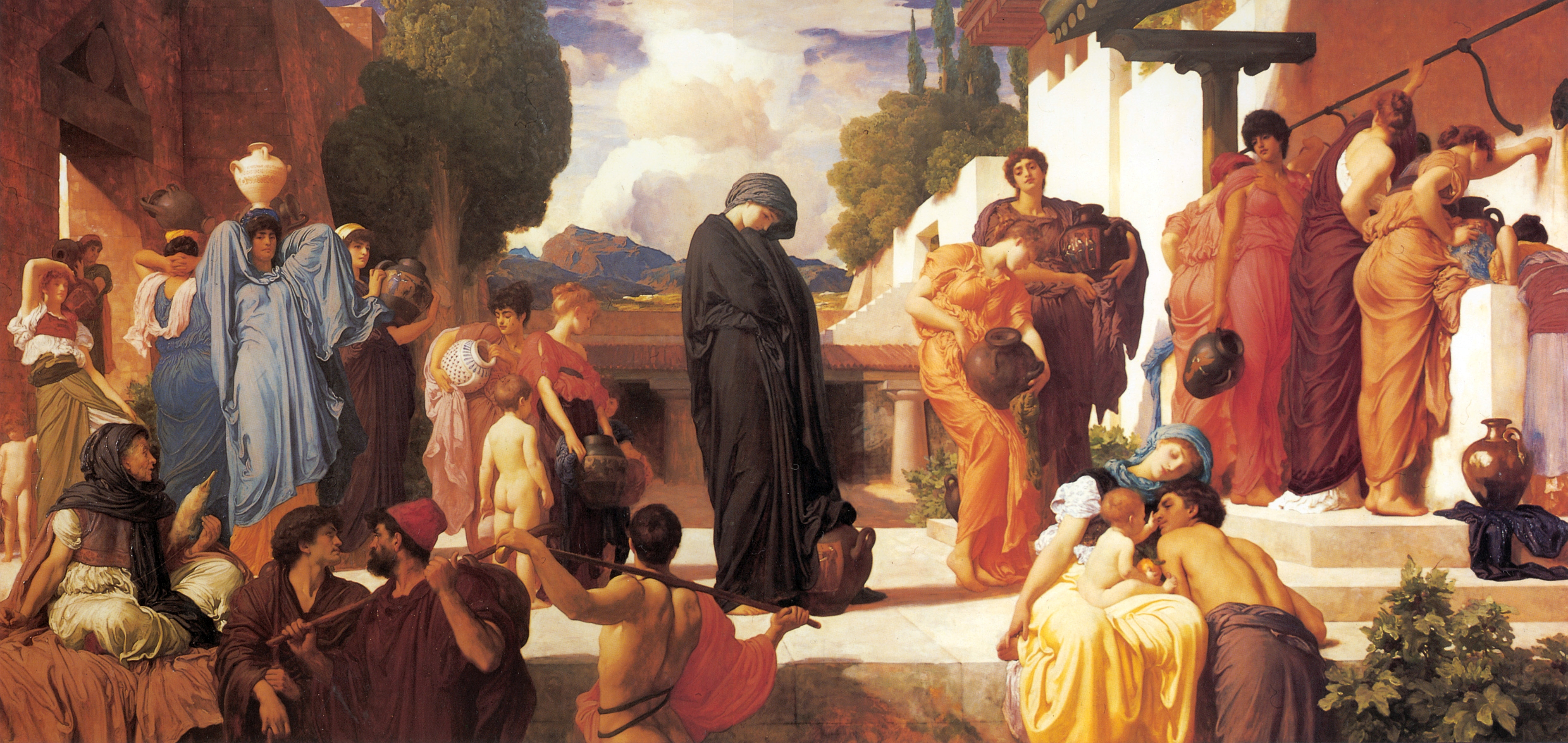
Den fångna Andromache (1888)
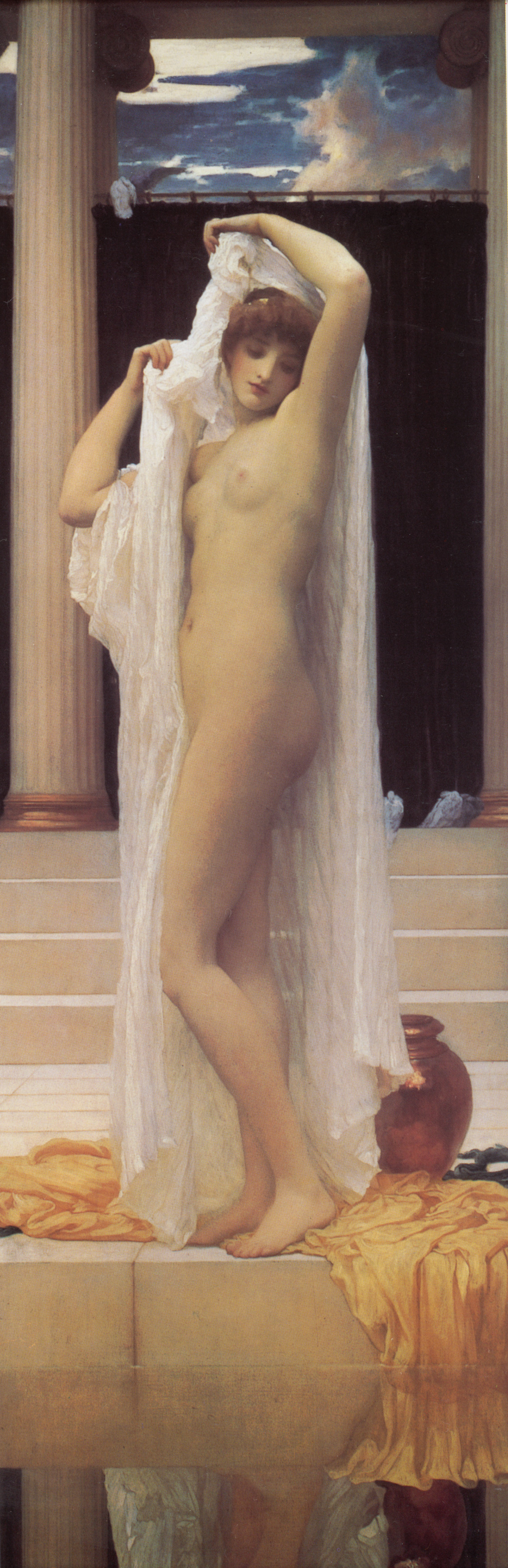
Psyches bad (1890)
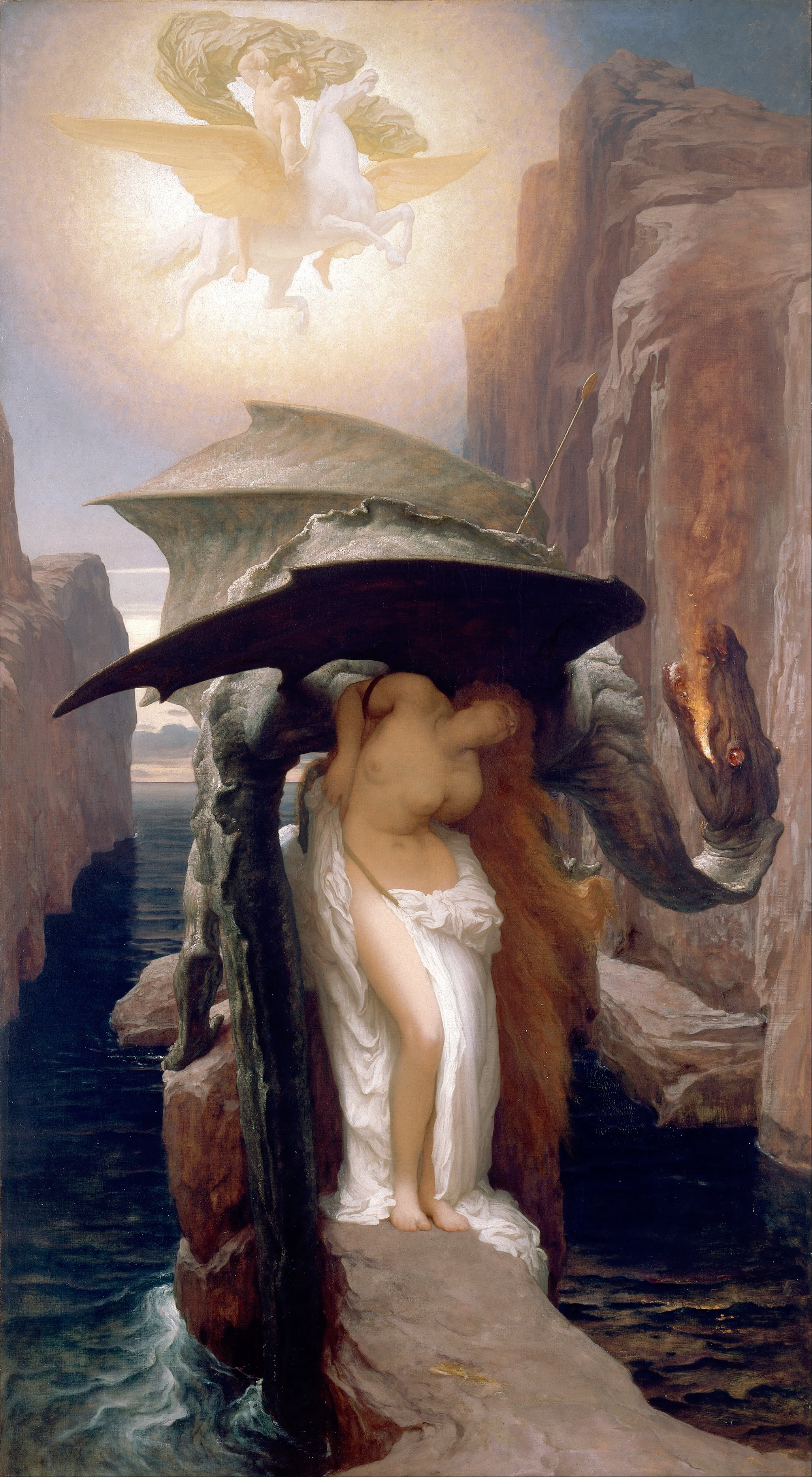
Perseus och Andromeda (1891)
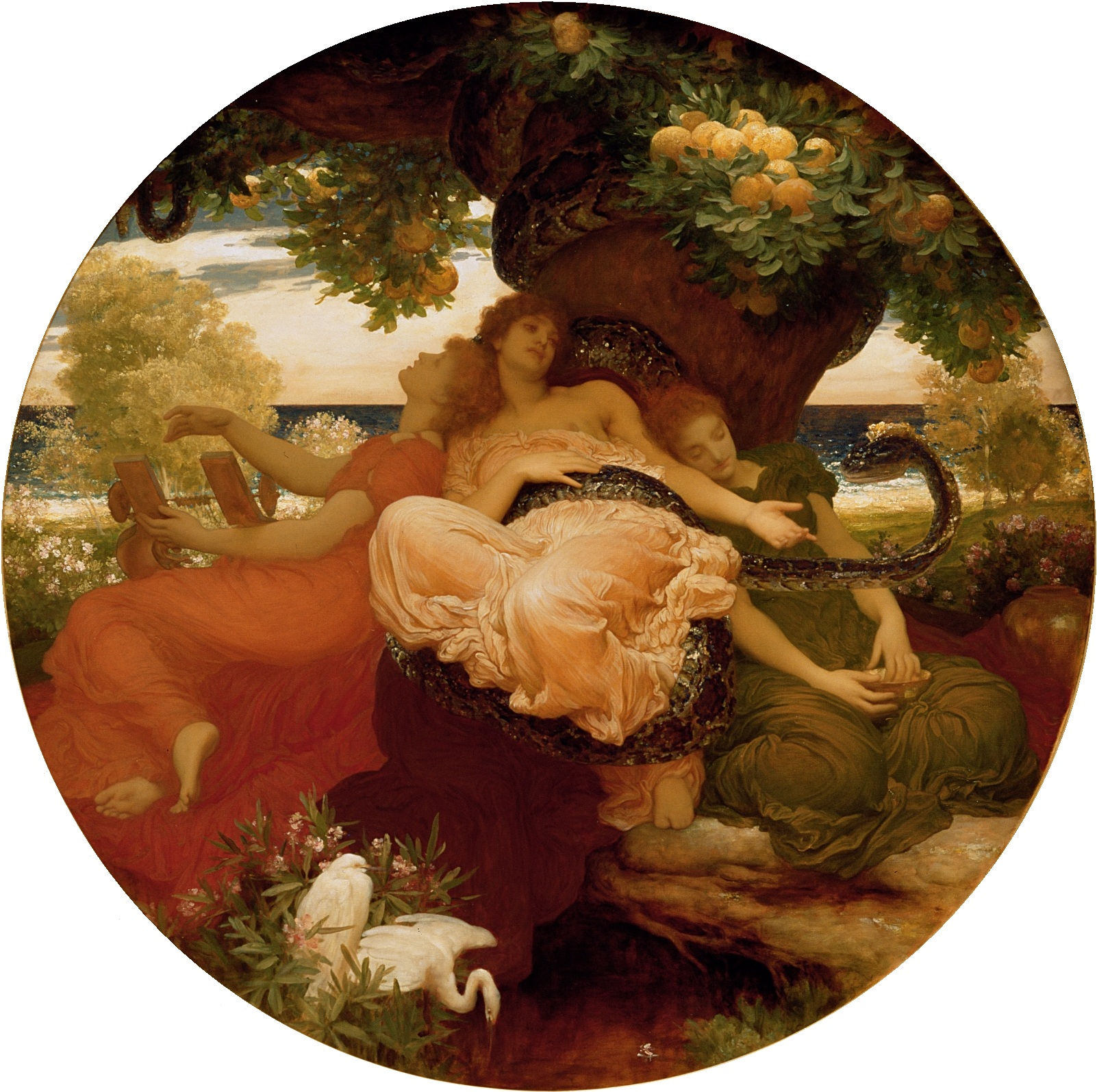
Hesperidernas trädgård (1892)
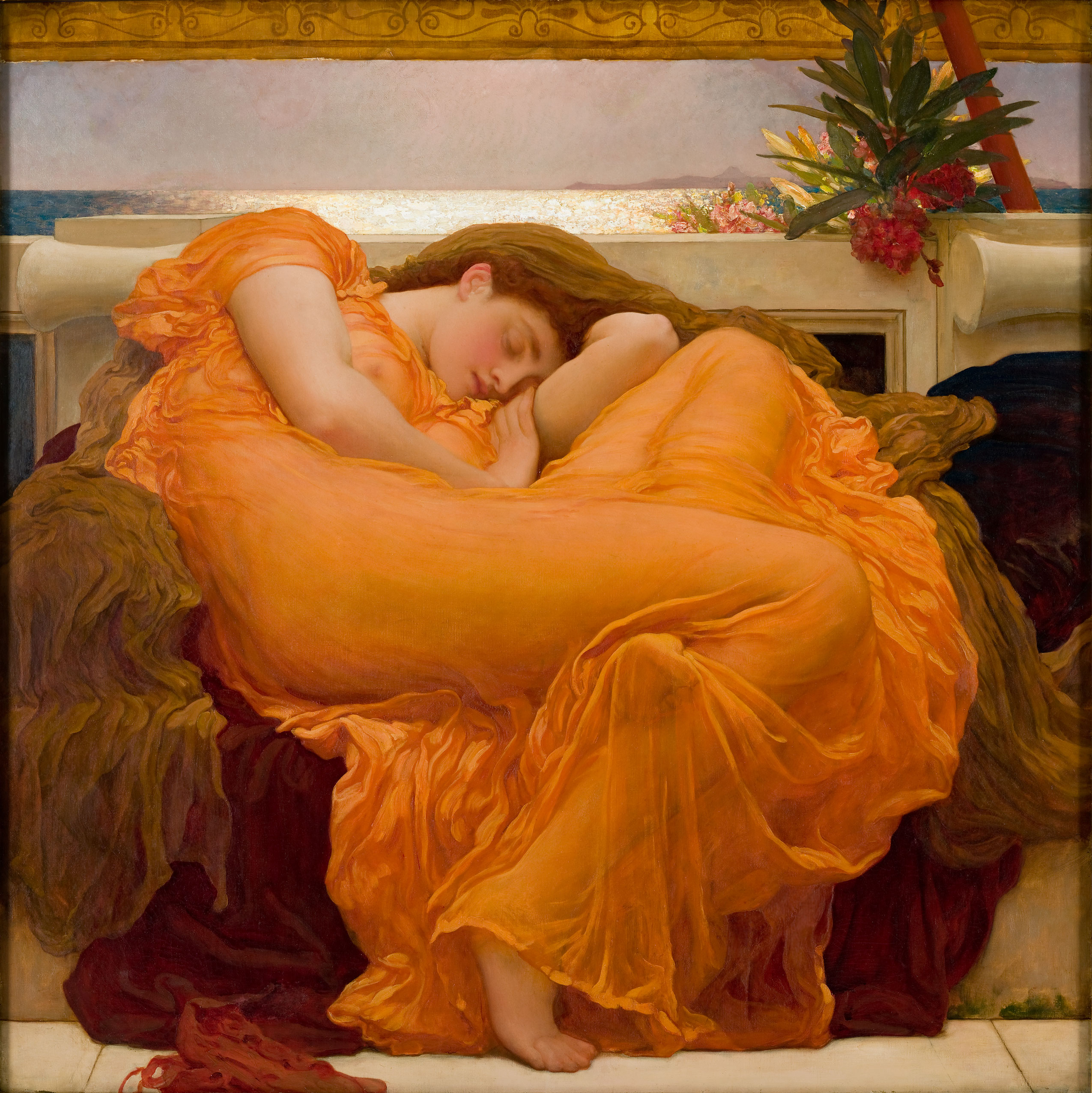
Flammande Juni (ca 1895)
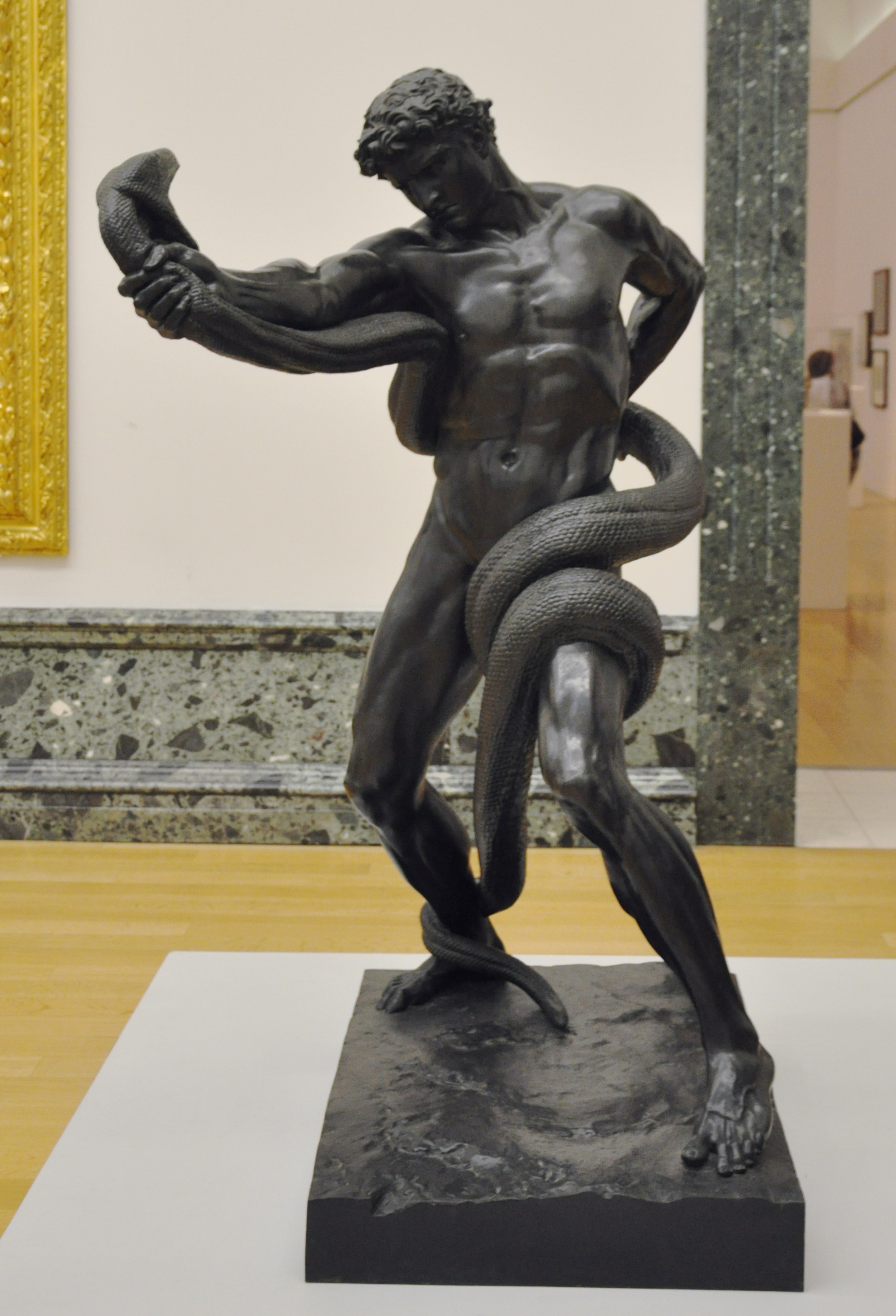
Atlet i kamp med en jätteorm, brons (1877)